# Линкола, Каарло Пентти
Ка́арло Пе́нтти Ли́нкола (фин. Kaarlo Pentti Linkola, 7 декабря 1932 года, Хельсинки — 5 апреля 2020, Валкеакоски) — финский писатель, радикальный философ глубинной экологии, диссидент, критик развития, защитник природы, орнитолог, рыбак и эссеист.
Линкола был самым известным в Финляндии представителем направления глубинного экологического мышления. Он основал Фонд природного наследия, который покупает старые леса Финляндии для защиты. Линкола стал профессиональным рыбаком в 1959 году.

## Биография
Линкола принадлежал к восточно-финской семье Коллан по отцовской линии и к семье Паландер-Суолахти по материнской линии. Отец Пентти Линколы, Каарло Линкола, был ректором Хельсинкского университета, профессором ботаники и защитником природы. Он был одним из основателей и первым председателем Финской ассоциации охраны природы. Мать Линколы была лаборантом Hilkka o.s. Суолахти (1907—2001) и дедушка Хуго Суолахти, ректор Хельсинкского университета. Этот брак был вторым для Каарло Линколы, от которого у Пентти Линколы было двое братьев и сестёр: сестра и брат 1930 года рождения, этнограф и Марти Линкола, куратор Национального совета древностей (1936—2011). От первого брака отца у него был сводный брат Ансси, который родился в 1921 году и погиб в советско-финской войне в 1941 году. Младший двоюродный брат Линколы — биолог Анто Лейкола.
Линкола родился и жил в Хельсинки в детстве и юности, и, по его собственным словам, он знал Хельсинки гораздо ближе, чем многие другие люди, выросшие в Хельсинки. С другой стороны, в детстве и юности Линкола проводил лето на ферме Хуго Суолахти в Кариниеми, Тюрванен, а затем поселился недалеко от Кариниеми. Отец Линколы умер, когда ему было девять лет, после чего семья была выселена из их официального места жительства. Из-за бедности своей семьи Линкола учился в школе бесплатно. Линкола окончил Финскую объединённую школу в Хельсинки в 1950 году. Он начал изучать зоологию и ботанику в Хельсинкском университете, но бросил учёбу после первого курса. По словам Линколы, его учёба была прервана, потому что он гулял на улице и не мог работать в помещении. С 1952 по 1959 год Линкола работал натуралистом-фрилансером. Он стал профессиональным рыбаком в 1959 году и с 1978 года ловил рыбу как в море, так и на озёрах в Ванаявеси. Он жил в Сяаксмяки, Ритвала.
Линкола был женат в 1961—1975 годах на Алиизе Ламмесом, имеет дочерей 1961 и 1963 годов рождения. По словам Линколы, его брак распался, когда упали цены на рыбу и ухудшились условия жизни семьи. Профессиональная рыбалка стала ещё тяжелее, но Линкола по-прежнему хотел оставаться профессиональным рыбаком. Его жена, в свою очередь, не захотела этого, и они развелись. С 1995 года Линкола ловит рыбу только зимой. Он заболел диабетом 1 типа в возрасте 64 лет. Линкола говорил, что ему приходилось использовать антидепрессанты для лечения тяжёлой клинической депрессии.

## Публикации
Первым политическим изданием Линколы была самоизданная брошюра «Отечество и человек, но не против кого-либо» (1960), в которой он занял строго пацифистскую позицию и призвал к отказу от военной службы по убеждениям, хотя сам он служил в армии и является сержантом.
Линкола — один из первопроходцев орнитологии в Финляндии. Его первая орнитологическая публикация — «Большая книга птиц» (1955), составленная совместно с Олави Хильденом. Линкола был также одним из авторов крупномасштабных цветных фотографий северных птиц, опубликованных в 1960-х годах. Он изучал птиц более 60 лет: в том числе кольцевал птиц, и в 1974 году Комитет по кольцеванию Финского музея естественной истории наградил его званием кольцевателя года.
Сборник эссе «Мечты о лучшем мире» (1971) стал первым заявлением Линколы в пользу охраны природы. Сборник, как и «Дневник диссидента», изданный в 1979 году, состоит в основном из газетных статей и выступлений. Линкола получил за эту работу премию Эйно Лейно в 1983 году. В 1989 году Линкола опубликовал книгу «Введение в мышление 1990-х годов», за которую он был удостоен премии Лаури Янтти в 1990 году. В 2004 году опубликовал книгу «Победит ли жизнь?». Эти книги также составлены из его журнальных статей, большинство из которых публиковались в Suomen Kuvalehti на протяжении многих лет.

## Мышление

### Защита Земли и контроль численности населения
Основная предпосылка мышления Линколы — его забота об экологическом состоянии Земли. По его словам, для выживания жизни на Земле требуется возврат к аграрному обществу и натуральному хозяйству, а также резкое сокращение количества людей. Линкола считает демографический взрыв главным врагом жизни, а растущее бремя на природу на душу населения — второстепенным.
По его мнению, необходимо, чтобы люди вернулись в более узкую экологическую среду, вернувшись к более низкому уровню жизни и отказавшись от современных технологий. По мнению Линколы, рост населения представляет собой величайшую угрозу для непрерывности жизни, и он неоднократно заявлял, что безоговорочно поддерживает, среди прочего, терроризм, включая теракты 11 сентября и Унабомбера. Он также одобрил бы эпидемии отравлений и болезней в городских сетях водоснабжения. Об этом он говорит: «Если бы существовала кнопка, при нажатии на которую я бы уничтожил миллионы людей включая меня, то я без колебаний пожертвовал бы собой».
На заре «Зелёного движения» Линкола, помимо прочего, участвовал в акции протеста в Койярви. Однако Линкола, который вскоре оказался слишком радикальным для зелёных, откололся от движения и больше не участвовал, когда был сформирован Зелёный союз как партия.
В 1995 году Линкола учредил Фонд природного наследия, целью которого является приобретение лесов в качестве заповедников. В опросе Suuret suomalaiset Yle многие приписывали Линколе тот факт, что он «живёт так, как учит». В 1998 году Финская ассоциация охраны природы наградила Линколу экологической премией за полвека работы на благо финской природы, а в 2008 году — памятной медалью ассоциации за её работу на благо окружающей среды. В 1988 г. Линкола получил золотую медаль от Ассоциации орнитологических обществ (ныне BirdLife Finland) за свою работу по сохранению птиц.
Линкола был категорически против чужеродных видов: норки, енотовидные собаки и кошки, которые свободно передвигаются в природе, должны, по мнению Линколы, быть уничтожены в Финляндии.

### Социальные взгляды
По словам Линколы, демократия — это «религия смерти», потому что необоснованно требовать от обычных людей способности нормально функционировать. Действительно, в его мышлении было много черт, которые прославляют элиту старых времён и критикуют среднего гражданина («мусор»), особенно в речи на Днях Вяйнё Линна в 2000 году, опубликованной в его книге «Может ли жизнь побеждать», и в его статья в Hiidenkivi № 1/2001. Дж. П. Роос считал Линколу олицетворением экофашизма в своём мышлении. Согласно книге Джеры и Юри Ханнинен «Земля тысяч идей», «Линкола, пожалуй, единственный общественный деятель в Финляндии, который открыто поддерживает фашизм и диктатуру».
Линкола также писал, что при высоком материальном уровне жизни человек не только разрушает природу, но и причиняет себе душевный вред. На этом основании он критиковал, в частности, современное образование. По его мнению, текущий процесс обучения слишком длинный. Линкола был ещё более противником образования взрослых, так как считал, что человека не следует заставлять изучать что-то новое после его или её юности после достижения его или её естественного возраста обучения. В своей книге «Победит ли жизнь?» Линкола пишет, что школьную систему следует развивать как взгляд общества, но что содержание обучения должно быть изменено по сравнению с нынешним.
Линкола ушёл из церкви в молодом возрасте, но вернулся в неё в 2010-х.
Линкола критиковал Финляндию как северный плацдарм общества потребления, которое ведёт себя особенно грубо даже по сравнению с другими промышленно развитыми странами. Линкола осудил идеи о том, что в Финляндии ещё есть место и что финнам не придётся беспокоиться о демографическом росте. Линкола писал, что в относительном выражении Финляндию можно считать одной из самых густонаселённых стран в мире, учитывая климатические зоны, в которых расположены страны мира. Он указал, что в климатической зоне Финляндии, почти повсюду на Земле, существует почти демографический вакуум. Кроме того, он ненавидит дачное жильё финнов, захватывающее пляжи и напоминает, что у людей в остальном мире обычно всего одна квартира. В Норвегии, однако, он сказал, что это «ещё одна страна аистов», потому что там также много домов отдыха.
Линколу называют самым известным мальтузианцем Финляндии, поскольку, по его словам, всевозможные катастрофы, с которыми сталкивается человечество, — единственный способ спасти планету от экологического разрушения. Линкола занял четвёртое место среди национальных сокровищ Финляндии в голосовании читателей Helsingin Sanomat.
Несмотря на недоверие к государству, Линкола не считал усилия экологических активистов напрасными. Грета Тунберг, шведская активистка на семьдесят лет моложе, особенно вызывала одобрение 86-летнего Линколы.
— «Я внимательно слежу за тем, что о ней говорят. В конце концов, она даже в некотором роде отличная девочка. Посмотрим, как долго она ещё сможет драться», — сказал Линкола.